# Mours-Saint-Eusèbe
Mours-Saint-Eusèbe is een gemeente in het Franse departement Drôme (regio Auvergne-Rhône-Alpes). De plaats maakt deel uit van het arrondissement Valence. Mours-Saint-Eusèbe telde op 1 januari 2022 3.404 inwoners.

## Geografie
De oppervlakte van Mours-Saint-Eusèbe bedraagt 5,27 vierkante kilometer; de bevolkingsdichtheid is 613 inwoners per km² (per 1 januari 2019).

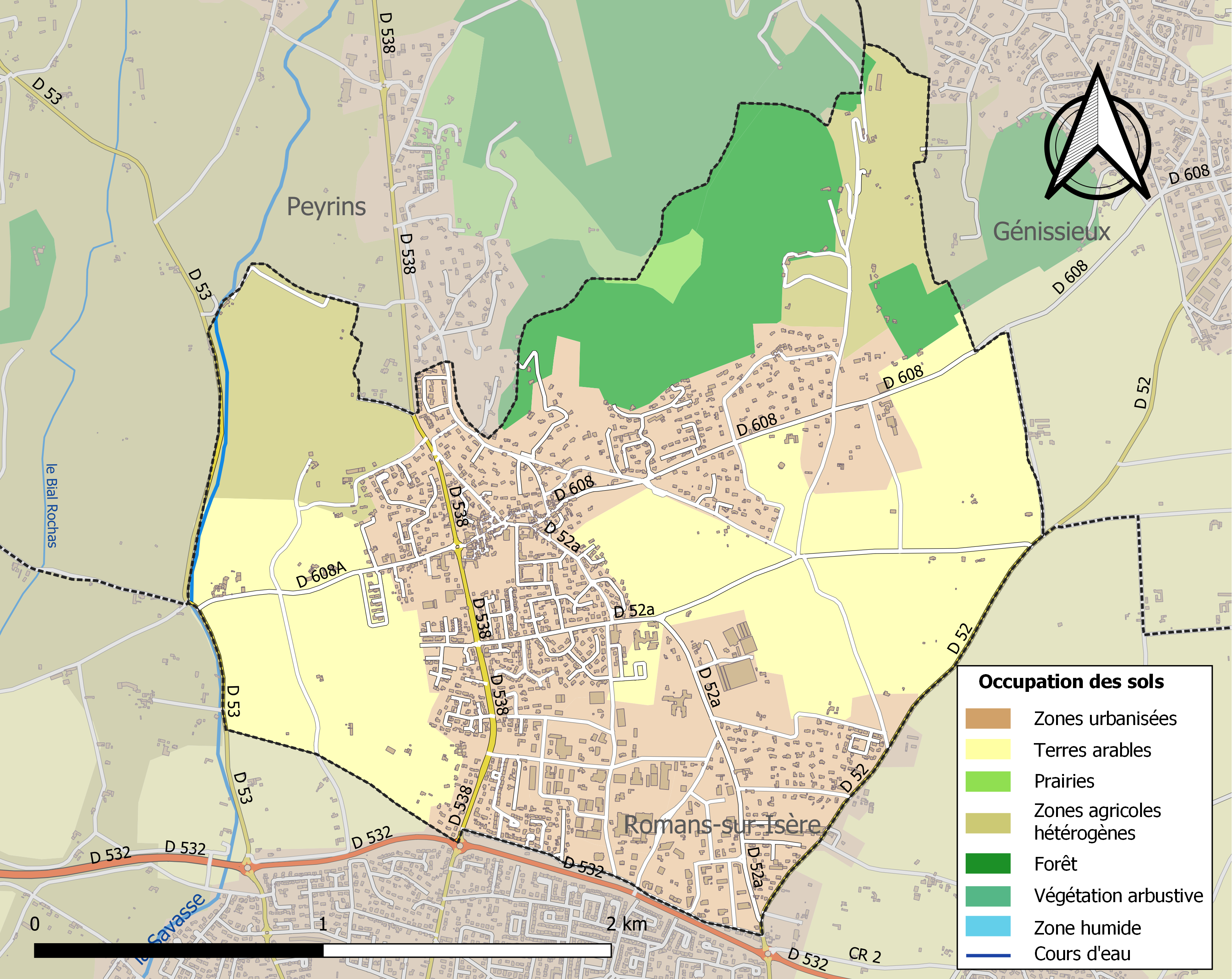
Kaart van de gemeente met belangrijkste infrastructuur, bodemgebruik en omliggende gemeenten

## Demografie
Onderstaande figuur toont het verloop van het inwonertal (bron: INSEE-tellingen).